# Chachoengsao (stad)
Chachoengsao (Thais: ฉะเชิงเทรา, ook wel Paed Riu) is een stad in Oost-Thailand. Chachoengsao is hoofdstad van de provincie Chachoengsao en het district Chachoengsao. De stad telde in 2000 bij de volkstelling 47.027 inwoners.

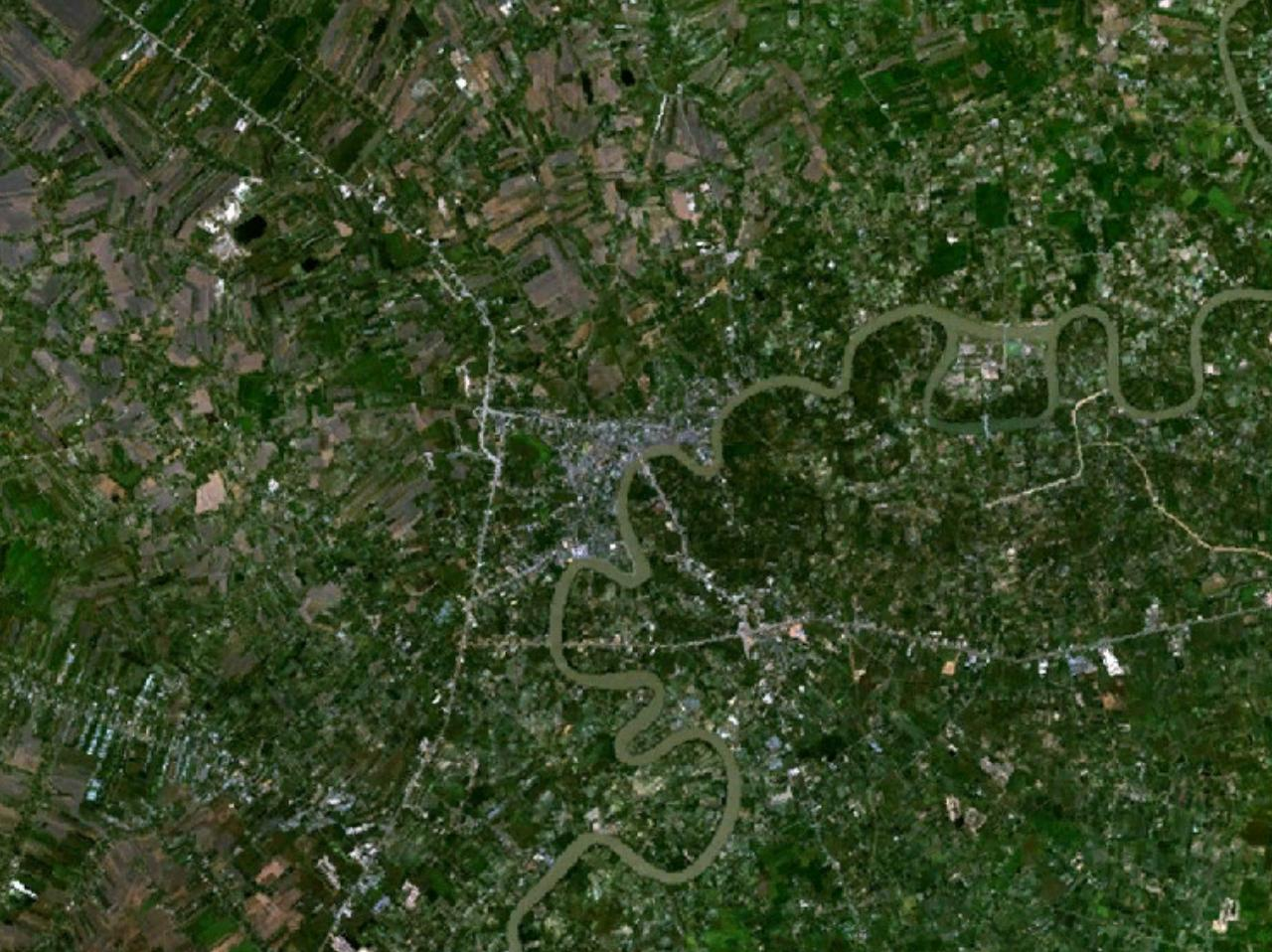
Satellietfoto Chachoengsae en omgeving